# يس أور يس
يس أور يس (تُكتب YES or YES) هي الأسطوانة المطولة السادسة لفرقة الفتيات الكورية الجنوبية توايس. تم إصداره في 5 نوفمبر 2018 بواسطة جاي واي بي إنترتينمنت وتم توزيعه بواسطة شركة أريفير.  يحتوي على سبعة أغاني، بما في ذلك الأغنية الرئيسية التي تحمل نفس أسم الأسطوانة المطولة، والنسخة الكورية من ألبوم «بي دي زي». وشارك الأعضاء جونغيون، تشايونغ وجيهيو في كتابة كلمات الأغاني لثلاث أغنيات من الأسطوانة المطولة.

تم إصدار إعادة إصدار للأسطوانة المطولة بعنوان The Year of "Yes" في 12 ديسمبر 2018.

## الخلفية والإصدار
في أوائل أكتوبر 2018 ، تم وضع إعلانات بعبارة «هل تحب توايس؟ نعم أم نعم» (بالكورية: "트와이스 좋아하세요? YES or YES") على لوحات مترو الأنفاق ، لافتًا الانتباه عبر الإنترنت. في 11 أكتوبر ، أكدت جاي واي بي إنترتينمنت أن توايس يخططن لإصدار ألبومهم الكوري الثالث للعام في 5 نوفمبر.  تم الكشف عن «يس أور يس» كعنوان الأبوم في 20 أكتوبر واحتوى مقطع فيديو خاص لإحياء الذكرى الثالثة لتوايس على مقطع قصير من الأغنية الرئيسية للألبوم الذي تحمل نفس أسم الألبوم.

## الترويج
قبل يومين من إصدار الألبوم ، ظهرن توايس في البرنامج التلفزيوني الأخوة المدركون وقامو بأداء جزء من «يس أور يس» للمرة الأولى.  عقدت الفرقة حدث خاص للألبوم في 5 نوفمبر في أرينا هال في سول.  كان أول عرض تلفزيوني لـ «يس أور بس» في حفل توزيع جوائز جيني ميوزيك لعام 2018 في 6 نوفمبر.  ظهرن توايس أيضًا في آيدول روم كجزء من الترويج للألبوم.

## الاداء التجاري
في كوريا الجنوبية ، تصدّر الألبوم مخطط غاون فئة الألبومات بينما تصدّرت الأغنية الرئيسية مخطط غاون فئة الأغاني الرقمية. يس أور يس كان أيضًا أول ألبوم كوري لتوايس يحتل المرتبة الأولى في مخطط ألبومات أوريكون اليابانية وفئة الألبومات الرقمية.

## الأغاني
| 1. | "Yes or Yes"           | 3:58 |
| 2. | "Say You Love Me"      | 3:33 |
| 3. | "LaLaLa"               | 3:06 |
| 4. | "Young & Wild"         | 3:01 |
| 5. | "Sunset"               | 3:43 |
| 6. | "After Moon"           | 3:24 |
| 7. | "BDZ (النسخة الكورية)" | 3:16 |